# Liste der Kulturdenkmäler in Briedern
In der Liste der Kulturdenkmäler in Briedern sind alle Kulturdenkmäler der rheinland-pfälzischen Ortsgemeinde Briedern aufgeführt. Grundlage ist die Denkmalliste des Landes Rheinland-Pfalz (Stand: 21. September 2023).

## Denkmalzonen
| Bezeichnung             | Lage                                      | Baujahr    | Beschreibung                              | Bild            |
| ----------------------- | ----------------------------------------- | ---------- | ----------------------------------------- | --------------- |
| Denkmalzone Moselstraße | Moselstraße 16–19, Servatiusstraße 1 Lage | um 1900/10 | späthistoristische Putzbauten, um 1900/10 | Fotos hochladen |

## Einzeldenkmäler
| Bezeichnung                      | Lage                                  | Baujahr                  | Beschreibung | Bild                           |
| -------------------------------- | ------------------------------------- | ------------------------ | --- | ------------------------------ |
| Alte Schule                      | Hauptstraße 2 Lage                    | um 1900                  | Bruchsteinbau, um 1900 | Fotos hochladen                |
| Wohnhaus                         | Hauptstraße 7 Lage                    |                          | Massivbau, im Kern wohl mittelalterlich, im Giebel spätmittelalterliche Fenster, Kamin | Fotos hochladen                |
| Grabkreuz                        | Hauptstraße, Ecke Römerstraße Lage    | 1776                     | Grabkreuz, bezeichnet 1776 | Fotos hochladen                |
| Wohnhaus                         | Moselstraße 12, Schmiedegasse 1 Lage  | 1546                     | Massivbau, bezeichnet unter anderem 1546, 16. und 17. Jahrhundert, Fachwerkanbau mit gekuppelten Fenstern, Kreuz im Mauerwerk integriert | Fotos hochladen                |
| Katholische Kirche St. Servatius | Moselstraße 14 Lage                   | ab dem 13. Jahrhundert   | spätromanischer Westturm, 13. Jahrhundert, spätgotischer Helm, Schiff aus der zweiten Hälfte des 15. Jahrhunderts (im Kern eventuell romanisch), Sakristei aus der zweiten Hälfte des 16. Jahrhunderts mit Fachwerkaufbau, bezeichnet 1592; Kreuzigungsgruppe, Wegekreuz (?), bezeichnet 1687; Gesamtanlage mit Friedhof | weitere Bilder Fotos hochladen |
| Wohnhaus                         | Moselstraße 22 Lage                   | 1665                     | Fachwerkhaus, teilweise massiv, bezeichnet 1665, Krüppelwalmdach aus dem 17. Jahrhundert | Fotos hochladen                |
| Schulhaus                        | Rathausstraße 2 Lage                  | 16. oder 17. Jahrhundert | ehemalige Schule, Massivbau, 16. oder 17. Jahrhundert | weitere Bilder Fotos hochladen |
| Wohnhaus                         | Schmiedegasse 2 Lage                  |                          | Bruchsteinbau, verputzt, im Kern spätmittelalterlich | Fotos hochladen                |
| Weinbergskapelle                 | südöstlich des Ortes am Wahlberg Lage | 19. Jahrhundert          | Weinbergskapelle, Bruchsteinbau, 19. Jahrhundert | weitere Bilder Fotos hochladen |